# Liste des évêques d'Oyem
Liste des évêques d'Oyem
(Dioecesis Oyemensis)
L'évêché d'Oyem est créé le 29 mai 1969, par détachement de l'archevêché de Libreville.

## Sont évêques
- 29 mai 1969-23 août 1982 : François Ndong
- 23 août 1982-3 avril 1998 : Basile Mvé Engone
- 3 avril 1998-17 février 2000 : siège vacant
- depuis le 17 février 2000 : Jean-Vincent Ondo Eyene

## Sources
- L'ANNUAIRE PONTIFICAL, sur le site http://www.catholic-hierarchy.org, à la page